# Nicolas Berthelot
Nicolas Berthelot (Paris, 26 de julho de 1954) é um atirador olímpico francês, medalhista olímpico.

## Carreira
Nicolas Berthelot representou a França nas Olimpíadas, de 1984 e 1988, conquistou a medalha de prata em 1988, Carabina de ar 10 mm.